# Гаєво (Псковська область)
Гаєво (рос. Гаево) — присілок в Пустошкинському районі Псковської області Російської Федерації.
Населення становить 12 осіб. Входить до складу муніципального утворення Алольська волость.

## Історія
Від 2015 року входить до складу муніципального утворення Алольська волость.

## Населення
| 2002 | 2010 |
| ---- | ---- |
| 12   | →12  |